# Marcel Michitsch

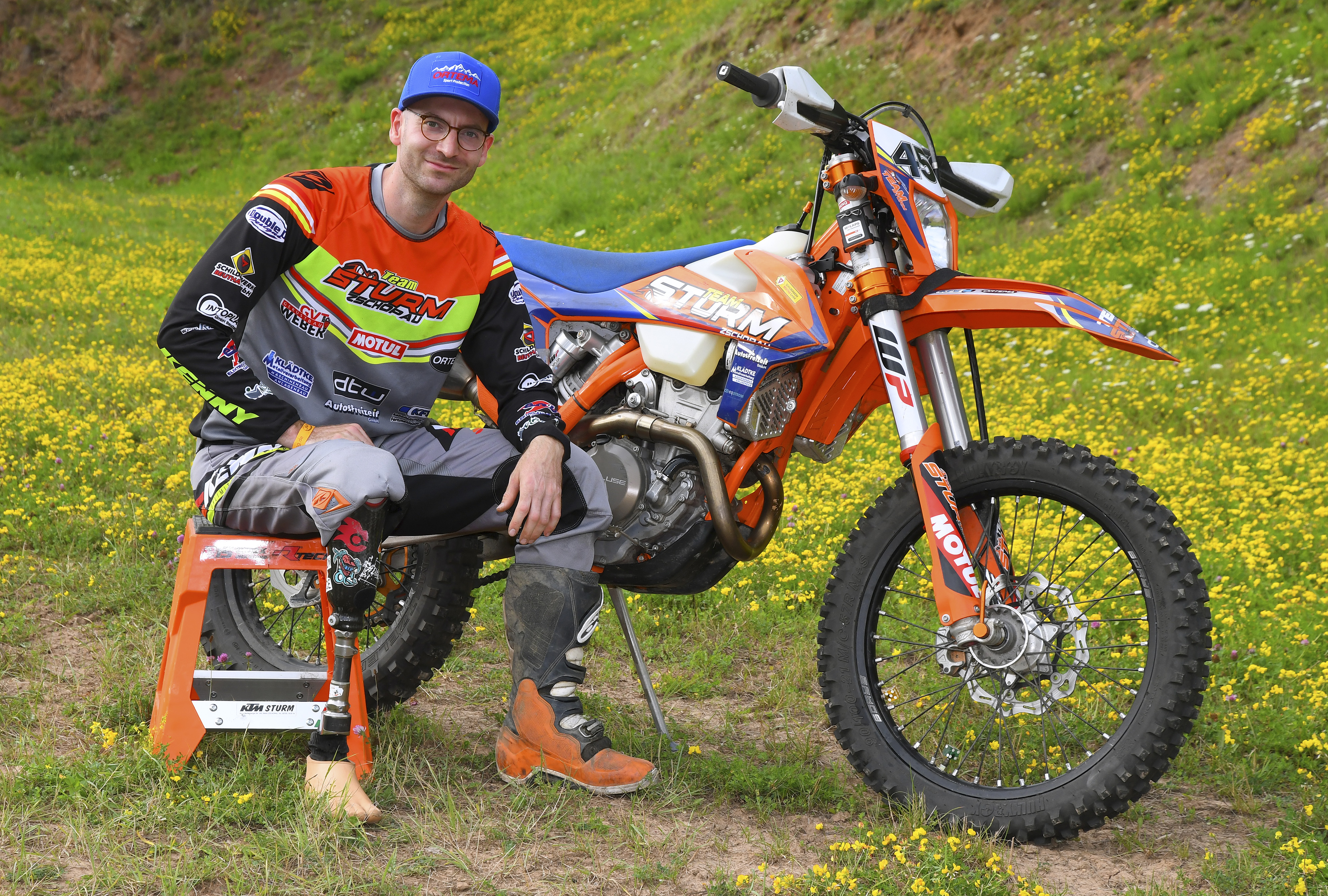
Marcel Michitsch

Marcel Michitsch (* 19. Juli 1986 in Perleberg) ist ein deutscher Enduro-Fahrer.
Bei einem Motorradunfall im Alter von 19 Jahren verlor er seinen rechten Unterschenkel und nimmt seitdem als erster beinamputierter Enduro-Fahrer erfolgreich an nationalen wie auch internationalen Rennen teil.

## Sportlicher Werdegang
Marcel Michitsch machte seine ersten Fahrversuche im Alter von 5 Jahren auf einer Simson S 51 und war bis zu seinem Motorradunfall im Jahr 2006 im Freizeitsport aktiv. Nach seiner Beinamputation startete er 2015 zunächst bei regionalen Enduro-Rennen. Zudem war er Gründungsmitglied des deutschen paralympischen Snowboard-Teams und nahm von 2016 bis 2018 an Europa- und Weltcup-Läufen in der Klasse Snowboarding SB-LL2 teil.
2018 und 2019 startete Marcel Michitsch erfolgreich bei der Enduro-Panorama in Rumänien in der Expert-Klasse als einziger beeinträchtigter Fahrer. Nach einer coronabedingten Pause trat er 2021 in das KTM-Rennteam Zweirad Sturm Zschopau ein und nahm an der Deutschen Enduro-Meisterschaft in der Klasse E2B teil.
2023 konnte Marcel Michitsch bei den Redbull Romaniacs in der Bronze Klasse finischen (Platz 81 von 300) und ist somit der erste beeinträchtigte Fahrer, der das Rennen erfolgreich beendet hat.
Des Weiteren ist er 2023 Enduro Landesmeister Sachsen-Anhalt in der Klasse E3 geworden.

## Privates
Marcel Michitsch ist Fahrzeugbau-Ingenieur und lebt mit seiner Familie in der Nähe von Wolfsburg. Seine Söhne sind ebenfalls im Motorsport aktiv.
Auch neben der Rennstrecke engagiert sich Marcel Michitsch und ist Mitgründer des Vereins Mission RACE e.V. (Racing Against Cancer Enduro), welcher Spenden für die Krebshilfe sammelt.